# Megalohypha aqua-dulces
Megalohypha aqua-dulces är en svampart som beskrevs av A. Ferrer & Shearer 2007. Megalohypha aqua-dulces ingår i släktet Megalohypha och familjen Aliquandostipitaceae.   Inga underarter finns listade i Catalogue of Life.